# عبد العزيز العمري (سياسي مغربي)
عبد العزيز العمري ويُلقب بالهادئ الورع (وُلد في 8 أبريل 1968 في الراشدية) هو سياسي مغربي. بدأ يشغل منذ عام 2015 منصب رئيس مجلس المنطقة الحضرية في الدار البيضاء.

## سيرته

### الدراسة والتكوين
ازداد عبد العزيز العماري بتاريخ 8 أبريل 1968 في الراشدية، وهو حائز على دبلوم مهندس تطبيق من المعهد العالي للبريد والمواصلات بالرباط عام 1991، واستكمل بعدها تعليمه العالي بالمدرسة المحمدية للمهندسين بالرباط والتي تخرج منها سنة 1994، فحصل على دبلوم مهندس دولة في الإلكترونيك. بعدها حصل على دبلوم السلك العالي في مجال القانون من المعهد العالي للتجارة وإدارة المقاولات في 2005، وعلى درجة الماجستير في التجارة الدولية من جامعة ليل الأولى، فضلاً عن الإجازة في القانون العام من كلية الحقوق في جامعة الحسن الثاني بالمحمدية سنة 2010، وماجستير في الإدارة المحلية من الكلية ذاتها سنة 2014. وقد عمل العماري في القطاعين العام والخاص، إذ اشتغل في القطاع الخاص، في الفترة الممتدة ما بين 1991 و2002. والعماري متزوج وله أربعة أبناء.

### المشوار السياسي
من الناحية السياسية فقد كان العماري كاتباً جهوياً لحزب العدالة والتنمية في جهة الدار البيضاء الكبرى من 2008 إلى 2012، ثم اُنتخب بعد ذلك نائباً برلمانياً عن دائرة عين السبع الحي المحمدي لثلاث ولايات (2002-2014)، كما أنه تولى منصب رئيس فريق حزب العدالة والتنمية بمجلس النواب المغربي من 2011 إلى 2012، وهو عضو بالمجلس الوطني لحزب العدالة والتنمية وعضو الأمانة العامة ومديراً عاماً لنفس الحزب وهو المنصب الذي لا زال يشغله حالياً قبل تعيينه وزيراً مكلفاً بالعلاقات مع البرلمان والمجتمع المدني في 20 مايو 2015. وبعد الانتخابات الجماعية والجهوية المغربية 2015 ولاه عبد الإله بن كيران عمدة ورئيساً لمجلس مدينة الدار البيضاء، بحصوله على 124 صوتاً، من أصل 147 مستشاراً حضر منهم 145 جلسة انتخاب رئيس مجلس جماعة الدار البيضاء، فيما تغيب منتخبين اثنين عن الجلسة.